# Enigma (grup musical)
Enigma és un projecte musical electrònic alemany creat per Michael Cretu, David Fairstein i Frank Peterson el 1990. Cretu, nascut a Romania, va concebre el projecte Enigma mentre treballava a Alemanya, tot i que va decidir emplaçar els estudis de gravació A.R.T. Studios a l'illa d'Eivissa des de començaments dels anys 1990 fins al maig del 2009, on gravà tots els àlbums d'estudi d'Enigma. Cretu és tant el compositor com el productor del projecte. La seva ex-parella, la cantant Sandra, havia col·laborat vocalment en alguns temes dels discs d'Enigma. Jens Gad participà com a co-arranjador i també com a guitarrista en tres àlbums d'Enigma. Peter Cornelius contribuí, també, amb Enigma als anys 90. En total, s'han produït set àlbums d'estudi amb el nom d'Enigma.
Cretu havia estat una de les primeres persones a fer-se construir un estudi de gravació digital privat a casa, i també a incloure samples vocals i elements musicals no percussius en les gravacions, com cants gregorians i la flauta shakuhachi.

## Història
Michael Cretu ja tingué la seva pròpia carrera musical en marxa des de finals de la dècada del 1970, i, a més d'algunes col·laboracions amb altres músics, també va produir els discs de la cantant Sandra, amb qui es casà el 1988. Abans d'Enigma publicà alguns àlbums amb el seu propi nom, però cap d'ells no va tenir gaire èxit. Cretu revelà en una entrevista que arribà a creure que les seves idees ja s'havien esgotat aleshores.
El desembre del 1990, i després de vuit mesos de gravació, Cretu publicà l'àlbum de debut d'Enigma, MCMXC a.D.. L'àlbum va rebre 57 discs de platí, amb vendes arreu del món, encapçalant les llistes a 41 països i convertint-se en el major èxit que tingué Virgin Records durant aquella època. Aquest àlbum va tenir una ressò comercial mundial a través del single Sadeness (Part I), que juxtaposava, sobre un ritme apte per ballar, cants gregorians i al·lusions sexuals. Cretu explicà després que l'àlbum tractava sobre crims sense resoldre i temes filosòfics, com la vida després de la mort. Sadeness (Part I) va pujar molt aviat al capdamunt de les llistes d'Alemanya i França, i tingué un gran èxit internacional.
Abans que l'àlbum fos publicat, Cretu va prendre la decisió de no figurar al disc amb el seu nom de debò, ni tampoc mencionar el nom real dels seus col·laboradors. Ell mateix va acreditar-se amb el nom de Curly M.C. Amb aquest anonimat tractà de concentrar el públic només en la música, creant una aurèola de misteri de qui s'amagava rere el nom d'Enigma.
El 1993 uns productors varen oferir-li la possibilitat de compondre la banda sonora original de la pel·lícula Sliver, però Cretu rebutjà l'oferta. A canvi, presentà els temes Carly's song i Carly's Loneliness, que van ser emprats a la pel·lícula i acreditats a la banda sonora corresponent.
The Cross of Changes, editat l'any 1993, tingué una acceptació pel públic semblant a la de l'àlbum anterior, tot i que va vendre menys còpies. D'aquest disc va procedir un dels singles més exitosos d'Enigma, Return to Innocence. Tanmateix, tant aquest àlbum com MCMXC a.D. foren objecte de demandes judicials per contenir material samplejat il·legalment i sense acreditar-ne els autors originals.
El 1996 va sortir al mercat Le Roi est mort, vive le Roi!. La idea de Cretu era que aquest tercer àlbum fos el fill dels altres dos prèviament editats, i, per tant, va incloure-hi elements familiars com els cants gregorians i cants sànscrits. Tot i que el disc s'havia compost tan meticulosament com els dos àlbums anteriors, no arribà a aconseguir el mateix èxit. Com a resultat, només dos singles, dels tres originalment planejats, van sortir a la llum, i el tercer va ser cancel·lat el 1998.
L'àlbum The Screen Behind the Mirror, publicat el 1990, va incloure samples del Carmina Burana de Carl Orff en quatre temes del disc. Es va prescindir una mica dels cants gregorians, però encara conservava les flautes xhakuhachi i altres sons tradicionals d'Enigma. Només Gravity of Love i Push the Limits van sortir com a singles al disc. Ruth-Ann Boyle, de la banda britànica Olive, i el cantant jamaicà Andru Donalds, van aparèixer per primer cop en el projecte Enigma.
El 2001 Cretu publicà un nou single anomenat Turn Around alhora que els recopilatoris Love Sensuality Devotion: The Greatest Hits i Love Sensuality Devotion: The Remix Collection, per acabar el que considerava era el final d'una etapa d'Enigma. Com a promoció, s'estrenà un espectacle de llum al Planetari de Múnic en conjunció amb l'edició dels dos àlbums recopilatoris.
Publicat el 2003, l'àlbum Voyageur significà un canvi profund en el so d'Enigma. Pràcticament tots els famosos elements musicals que havia emprat Cretu als seus treballs anteriors (els cants ètnics i gregorians, les famoses flautes shakuhachi) van desaparèixer ja en aquest disc. Com a resultat, a gran part del públic no li fou gens fàcil apreciar aquesta nova direcció de l'artista, i afectà negativament les vendes de l'àlbum. Des del punt de vista estadístic, cada nou àlbum d'Enigma venia prop de la meitat del que havia venut el disc anterior.
El 28 d'agost de 2005 s'havia anunciat per al mes d'octubre la publicació d'un nou single titulat Hello + Welcome. Tanmateix, s'ajornà per al 25 de novembre, amb la idea de promocionar amb la seva música el combat de boxa que havia de disputar l'esportista alemany Felix Sturm. En ser anul·lat temporalment aquest torneig, va haver d'ajornar-se també el single perquè coincidís amb el combat pendent. Finalment, Hello + Welcome s'edità a Alemanya el 10 de març de 2006. Tal com va succeir amb l'anterior treball de Michael Cretu (l'àlbum Voyageur), Hello + Welcome amb prou feines s'assemblava als primers treballs d'Enigma.
Per commemorar els 15 anys d'Enigma, es llançà el 9 de desembre de 2005 un estoig especial d'edició limitada titulat 15 Years After, que duia una portada basada en un quadre artístic de Leonardo Da Vinci, i que a l'interior tenia vuit discs: 5 CD per als 5 àlbums editats prèviament, 2 DVD (MCMXC a.D. The Complete Video Album i Remember The Future) i un CD exclusiu amb material inèdit anomenat The Dusted Variations, que incloïa els grans èxits d'Enigma reelaborats pels productors britànics Rollo i Mark Bates per al seu projecte musical Dusted. En aquest cas, els productors anglesos van barrejar els temes sense utilitzar els samples i veus originals, al mateix temps que aconseguien que els temes sonessin d'una forma etèria i semblant al d'una orquestra de càmera. També s'incloïa en aquest CD el single Hello + Welcome, encara no editat aleshores. El mateix Michael Cretu, donant suport a la promoció d'aquest estoig d'edició especial, es desplaçà a Uden (Països Baixos), on s'estava fabricant, per signar els 1.000 exemplars que es destinarien als 1.000 primers compradors del producte.
El 26 de setembre del 2006 es publicà a nivell mundial el sisè àlbum d'Enigma, A Posteriori, que contenia una nova versió de Hello + Welcome. Incloïa el que seria el nou single, Goodbye Milky Way, que finalment no va arribar a editar-se físicament. El so de l'àlbum estigué orientat molt més al techno-pop electrònic que qualsevol dels discs anteriors. El concepte estava basat en ciències com l'astronomia, la física, la història i la sociologia. El 16 de desembre d'aquell any es va publicar la versió en DVD d'A Posteriori, que incloïa imatges caleidoscòpiques sincronitzades amb la música que reproduïa.
El 19 de setembre del 2008 es publicà el setè àlbum d'Enigma, Seven Lives Many Faces, amb comentaris del mateix Michael Cretu a cada pista i títol del disc original, a més d'incloure un tema inèdit més. L'àlbum ampliava els nous sons creats per Michael Cretu al seu treball anterior. Prèviament, es publicà el 15 d'agost el nou single La porta del cel, on fusionava elements musicals clàssics i moderns. Les lletres de La porta del cel i Between generations són en català i foren escrites per Michael Cretu i Margalida Roig.
El 21 d'octubre s'anuncià el nou single The Same Parents. I el 26 de novembre del 2009 s'havia publicat un recopilatori conformat per tres CD, The Platinum Collection, a Alemanya, que s'edità a nivell mundial el 9 de febrer del 2010. El primer CD contenia els èxits d'Enigma; el segon, remescles; i el tercer, una col·lecció de "peces musicals perdudes" amb les quals Michael Cretu experimentava, i les quals mai no van ser acabades.

## Discografia
- MCMXC a.D. (1990)
- The Cross of Changes (1993)
- Le Roi Est Mort, Vive Le Roi! (1996)
- The Screen Behind the Mirror (2000)
- Voyageur (2003)
- A Posteriori (2006)
- Seven Lives Many Faces (2008)
- The Fall of a Rebel Angel (2016)

## Guardons
Nominacions
- 1998: Grammy al millor àlbum de new-age
- 2007: Grammy al millor àlbum de new-age